# Avilly-Saint-Léonard
 Avilly-Saint-Léonard  es una población y comuna francesa, en la región de Picardía, departamento de Oise, en el distrito de Senlis y cantón de Senlis.

## Demografía
| 786 | 769 | 718 | 875 | 1028 | 962 |
| Para los censos de 1962 a 1999 la población legal corresponde a la población sin duplicidades (Fuente: INSEE [Consultar]) |     |     |     |      |     |